# Шлифование

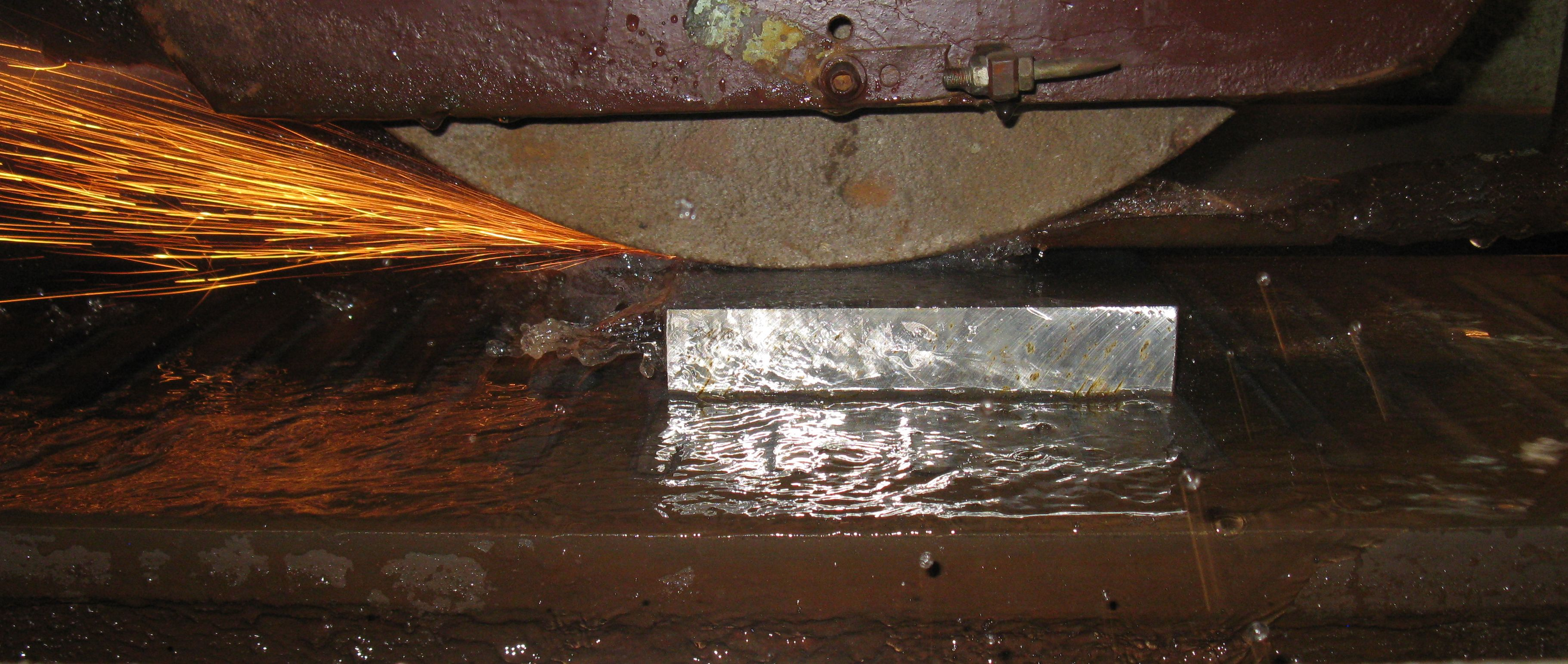
Процесс механического шлифования изделия из стали на плоскошлифовальном станке

Шлифова́ние (разг. шлифо́вка) — механическая или ручная операция по обработке материала (древесина, бетон, металл, стекло, гранит, алмаз и другого): разновидность абразивной обработки, которая, в свою очередь, является разновидностью резания.
Механическое шлифование обычно используется для обработки твёрдых и хрупких материалов в заданный размер с точностью до микрона. А также для достижения наименьшей шероховатости поверхности изделия допустимых ГОСТом. В качестве охлаждения обычно используют смазочно-охлаждающие жидкости (СОЖ).
В качестве альтернативы шлифованию после точения, используют выглаживание, при этом возможно комплексное обеспечение шероховатости и упрочнения поверхности детали.

## Общее понятие о шлифовании
- В примитивных случаях применяют твёрдый зернистый песок или более твёрдый наждак, насыпают его на твёрдую поверхность и трут об неё обрабатываемый предмет. Угловатые зерна, катаясь между обеими поверхностями, производят большое число ударов, от которых разрушаются понемногу выдающиеся места этих поверхностей, и округляются и распадаются на части сами шлифующие зерна. Если же одна из поверхностей мягкая, зерна в неё вдавливаются, остаются неподвижными, и производят на второй поверхности ряд параллельных царапин; в первом случае получается матовая поверхность, покрытая равномерными ямками, а во втором — так называемый «штрих», сообщающий поверхности блеск, переходящий в полировку, когда штрих так мелок, что становится незаметным для глаза. Так, при шлифовке двух медных пластинок одной об другую с наждаком обе получатся матовыми, а тот же наждак, будучи наклеен на поверхность бумаги, при трении об латунную поверхность придаст ей блеск.
- Хрупкое, твёрдое стекло стирается больше мягкой и упругой металлической пластинки, а порошок алмаза может стирать поверхность самого алмаза. Куски кварца можно обрабатывать на точиле из песчаника. Ямки, производимые зёрнами наждака, тем мельче, чем мельче сами зерна; поэтому шлифованием можно получать наиболее точно обработанные поверхности, как это делают при шлифовании оптических стекол.
- Для шлифования бетона профессионалы используют алмазный инструмент: алмазные фрезы, франкфурты, чашки или пады типа "Черепашка".

## Виды шлифования
- Машинное шлифование:Шлифовка, полировка и сатинирование металла. До

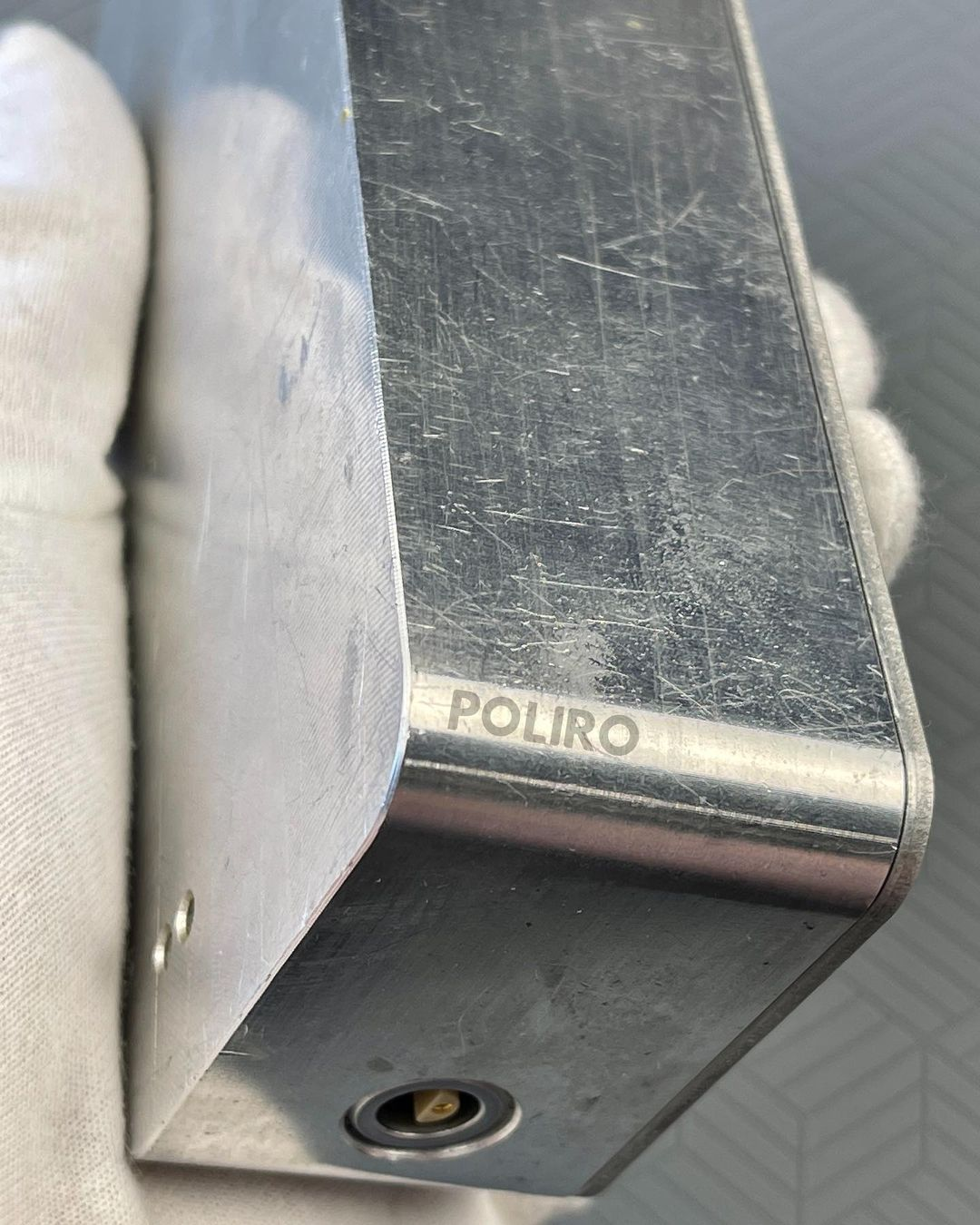
Шлифовка, полировка и сатинирование металла. До

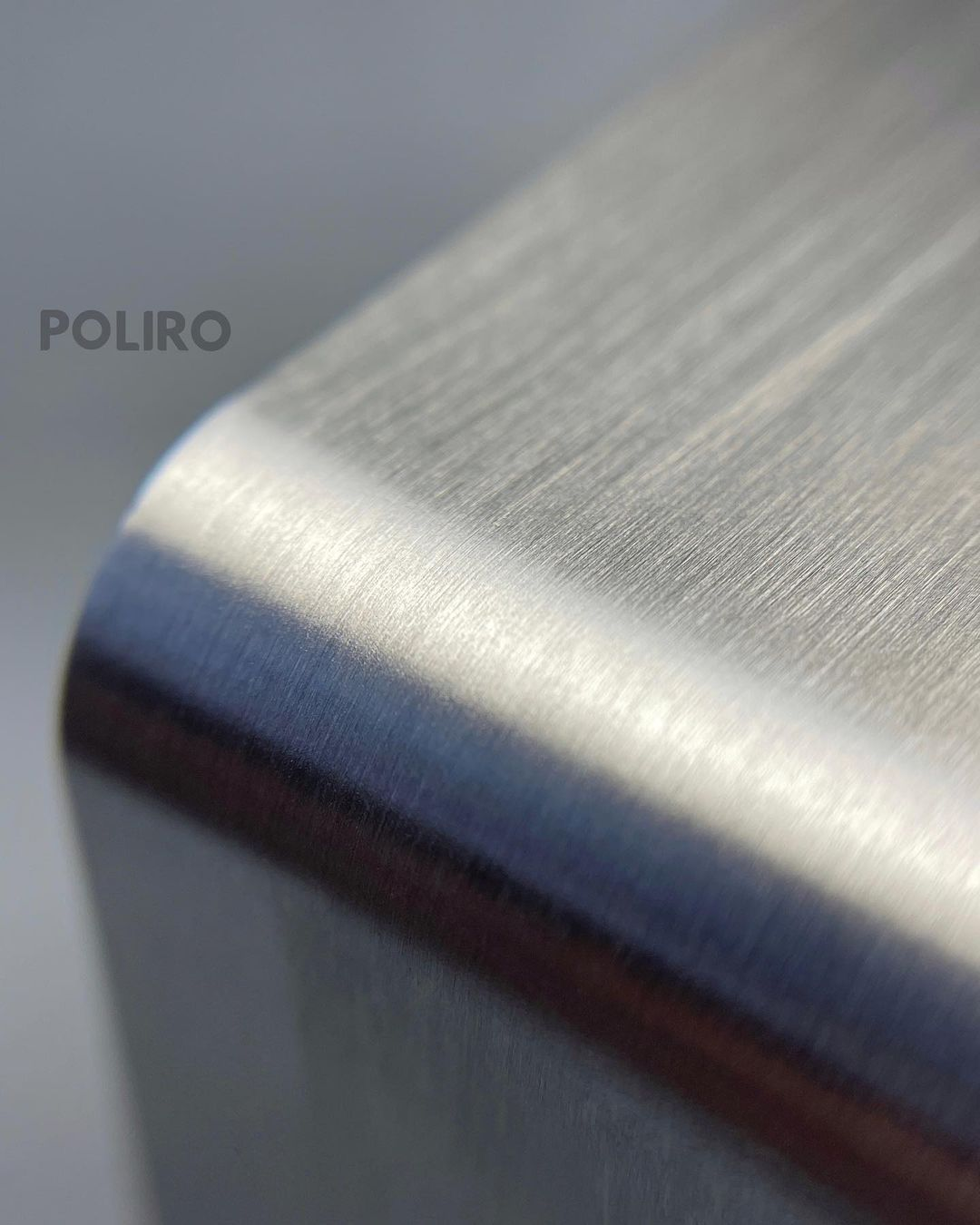
Шлифовка, полировка и сатинирование металла. Результат

  - плоское шлифование — обработка плоскостей и сопряжённых плоских поверхностей[1];
  - ленточное шлифование — обработка плоскостей и сопряжённых плоских поверхностей «бесконечными» (сомкнутыми в кольцо) лентами;
  - круглое шлифование — обработка цилиндрических и конических поверхностей валов и отверстий.

Круглое шлифование подразделяется на внутреннее (расточка) и наружное.
Внутреннее же в свою очередь делится на обычное и планетарное (обычное — отношение диаметра отверстия детали к диаметру абразива D=0,9d, планетарное — D=(0,1…0,3)d);
- - бесцентровое шлифование — обработка в крупносерийном производстве наружных поверхностей (валы, обоймы подшипников и др)[2];

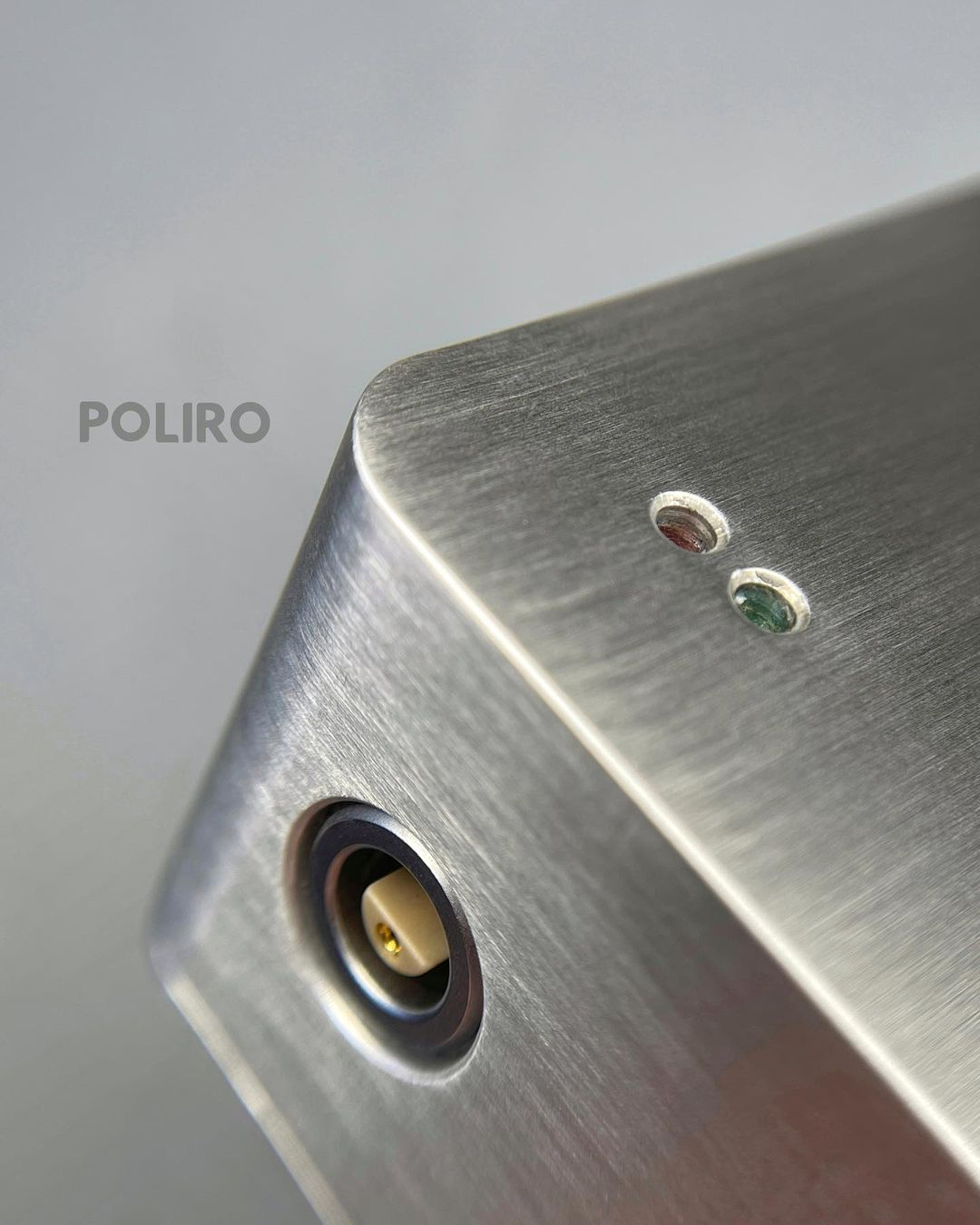
Шлифовка, полировка и сатинирование металла. После

  - резьбошлифование;
  - Шлифовка, полировка и сатинирование металла. ПослеШлифовка, полировка и сатинирование металла. Результатзубошлифование, шлицешлифование.

## Области применения
- Машиностроение
- Станкостроение
- Оптика
- Ювелирное дело

## Шлифовальные материалы, станки и инструменты
Основой шлифовального инструмента являются зёрна абразивного материала, выполняющие функции микрорезцов, осуществляющих микрорезание обрабатываемого материала и пластическое деформирование поверхностного слоя металла.
Для производства шлифовального инструмента  используются следующие абразивные материалы: традиционные абразивы (электрокорунд и карбид кремния), микрокристаллический (золь-гелевый) корунд, полученный по специальной химической технологии, суперабразивы (сверхтвердые материалы — эльбор и алмаз).

## Типы шлифовального инструмента
- Шлифовальные круги на керамической и органической связке.
- Шлифовальные бруски.
- Шлифовальные головки.
- Эльборовые круги на керамических связках применяется для обработки высокоточных деталей из сталей и сплавов твердостью HRC>50, износостойких покрытий.
- Эльборовый инструмент на органических связках, в том числе отрезные круги, применяются, главным образом, на операциях заточки инструмента (свёрла, фрезы, резцы и т. д.) из быстрорежущих сталей, вышлифовки стружечных канавок, отрезки и прорезки пазов.
- Алмазный инструмент на органических связках, в том числе отрезные круги, применяются для заточки режущего инструмента из твёрдых сплавов, деталей из композита и керамики. Алмазные отрезные круги применяются для высокоточной резки твёрдого сплава, технической керамики, цветных металлов, кварцевого стекла, ферритов, кварца.
- Алмазный инструмент на керамических и металлических связках применяется при шлифовании твердосплавных деталей (пуансонов, калибров, валков и др.), для шлифования режущих пластин из композитов, деталей из сочетания стали и твёрдого сплава, а также для правки шлифовальных кругов.
- Алмазные отрезные круги на металлических связках используются для обработки и резки стекла, хрусталя, драгоценных и полудрагоценных камней. Бруски из синтетического алмаза на металлической связке используются для чернового и чистового хонингования деталей из чугуна и стали.
- Специальный абразивный инструмент, в том числе высокопористый, применяют в производстве турбин при шлифовании деталей из вязких, высокопластичных сплавов (жаропрочных, титановых), для бесприжогового производительного шлифования зубчатых колес, а также для шлифования цветных сплавов, полимерных покрытий на валах бумагоделательных машин.
- Шкурка и паста из эльбора и алмаза используются для финишных операций, притирки и полирования, с целью получения поверхностей с минимальной шероховатостью (Ra=0,08-0,02 мкм).
- Гибкий шлифовальный инструмент: шлифовальные листы различной формы (прямоугольные, треугольные, круглые), ленты, лепестковые круги (торцевые и радиальные), сетчатые и фибровые диски, щётки из абразивно-наполненных волокон, абразивно-наполненные губки[4]. Гибкий шлифовальный инструмент используется как для ручной, так и для механической обработки поверхностей. Шлифовальные листы (шлифовальные шкурки) прямоугольной формы могут крепиться на колодке или подошве шлифовальной машины с помощью зажимов или липучей поверхности, треугольные, круглые и т.п. - только с помощью липучей поверхности.
- Алмазные фрезы, франкфурты, чашки. Используются в качестве оснастки для шлифовальных машин. Представляют собой металлический брусок, на который напаяны сегменты из искусственных алмазов. Подходят для выравнивания  и шлифовки пола из бетона, камня.
- Алмазные пады используются для полировки или придания зеркального блеска бетонному или каменному полу.